# Seria TI-89

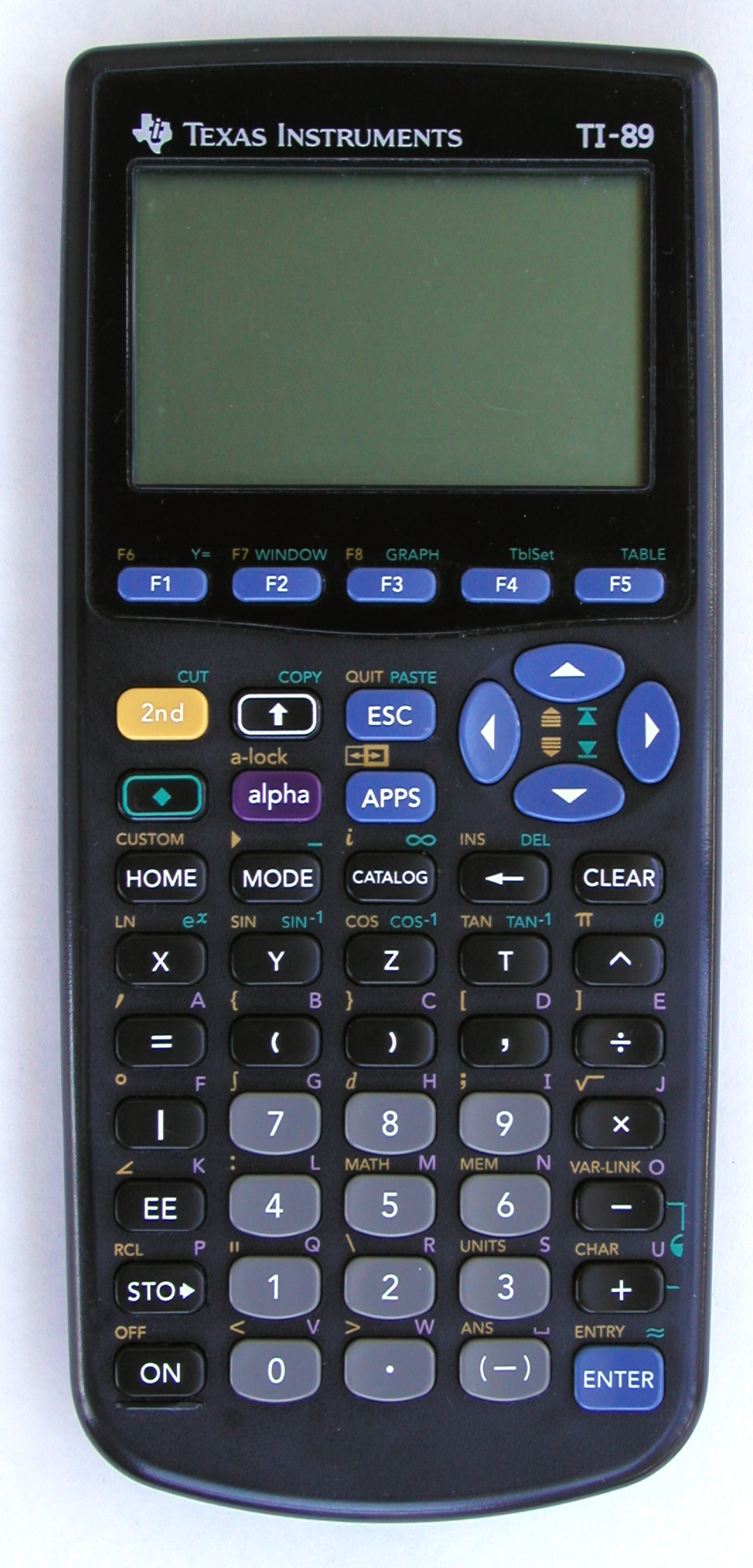
Kalkulator TI-89

TI-89 i TI-89 Titanium – kalkulatory graficzne stworzone przez Texas Instruments.

## TI-89 (wersja pierwotna)
TI-89 został wyprodukowany przez TI w 1998 r. Wyposażony jest w wyświetlacz LCD o rozdzielczości 160×100 pikseli, pamięć flash ROM i oprogramowanie CAS o nazwie AMS (Advanced Mathematics Software). W lecie 2004 r., TI-89 został zastąpiony kalkulatorem TI-89 Titanium.
Sercem TI-89 jest mikroprocesor Motorola 68000, taktowany zegarem o częstotliwości 10 MHz lub 12 MHz (w zależności od wersji sprzętowej kalkulatora). Texas Instruments podzielił pamięć RAM kalkulatora na dwie części (zarezerwowaną dla systemu AMS, oraz pamięć dostępną dla użytkownika (190 KB). 2 MB pamięci flash ROM podzielono podobnie (700 KB jest dostępne dla użytkownika). Pamięć RAM i Flash ROM jest używana do przechowywania wyrażeń, zmiennych, programów komputerowych, tabel, plików tekstowych i list.

## TI-89 Titanium

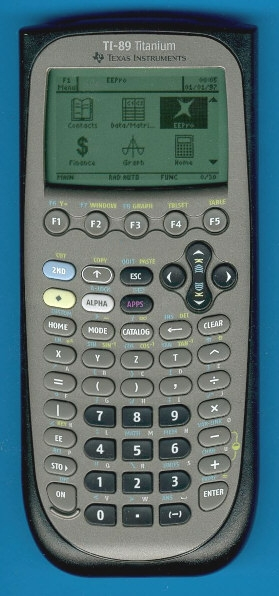
Kalkulator TI-89 Titanium

TI-89 Titanium został wyprodukowany w lecie 2004 r. Był zaprojektowany jako zastępca popularnego wówczas TI-89. TI-89 Titanium jest też nazywany TI-89 HW3 dla podkreślenia, iż jest 3 wersją sprzętową kalkulatora TI-89.
Najbardziej widoczną zmianą jest blisko czterokrotne powiększenie dostępnej pamięci (w tym ponad trzykrotne powiększenie ilości pamięci dostępnej dla użytkownika). TI-89 Titanium jest w zasadzie pomniejszoną wersją kalkulatora Voyage 200, pozbawioną klawiatury QWERTY, ale z portem mini-USB przeznaczonym do komunikacji z innymi kalkulatorami lub komputerem. Po podłączeniu do komputera możemy kopiować oprogramowanie, aktualizować system operacyjny, przesyłać pliki z danym, a nawet kopiować zawartość ekranu kalkulatora. Oryginalnie TI-89 Titanium posiada zainstalowany zestaw aplikacji zawierający m.in. „CellSheet”, arkusz kalkulacyjny oferowany także dla innych kalkulatorów TI. Titanium posiada również inny wygląd zewnętrzny niż TI-89.
Istnieje także czwarta wersja sprzętowa TI-89 Titanium nazywana HW4.
Zmiany to większa ilość pamięci i szybszy procesor(16MHz). 

### W języku polskim
- Edukacja z TI. [dostęp 2016-04-08]. – oficjalny przedstawiciel Texas Instruments w Polsce
- Adrian Perek: Kalkulatory TI. [dostęp 2016-04-08].
- Krzysztof Burghardt: Kalkulator programowalny Texas Instruments Voyage 200. [dostęp 2016-04-08]. – artykuł na temat możliwości współpracy kalkulatorów TI z wolnym oprogramowaniem.

### W języku angielskim
- TI-89 – strona producenta
- ticalc.org – Największa, najstarsza (1996) i ciągle rozwijająca się baza oprogramowania i informacji dla kalkulatorów TI
- UnitedTI. unitedti.org. [zarchiwizowane z tego adresu (2006-04-14)]. – Największa i najbardziej aktywna społeczność programistów TI
- TiEmu – Emulator TI-89/TI-92/Voyage 200 dla Linuksa, Windows i Mac OS X